# Shotteswell
Shotteswell – wieś w Anglii, w hrabstwie Warwickshire, w dystrykcie Stratford-on-Avon. Leży 24 km na południowy wschód od miasta Warwick i 110 km na północny zachód od Londynu.